# بوراک چلیک
بوراک چلیک (زاده ۲۱ ژوئیه ۱۹۹۲) بازیگر و مدل ترکیه است. او برای بازی در نقش گوکتاگ در سریال تلویزیونی مؤسس عثمان شناخته شده‌است.

## زندگی و شغل
در سال ۲۰۱۳، چلیک در مسابقات زیبایی بهترین مدل ترکیه و جهان شرکت کرد و به مقام اول دست یافت. چلیک بازیگری را با سریال رز سیاه آغاز کرد که در آن در ۱۰۰ قسمت شخصیت سردار را به تصویر کشید. او سپس در سریال تلویزیونی زندگی با عشق زیباست با ایفای نقش باریش به ایفای نقش پرداخت. بین سال‌های ۲۰۱۷ تا ۲۰۱۸، او نقشی تکراری در سریال قول در نقش سلیم داشت.

## تحصیلات
بوراک چلیک پس از به پایان رساندن دبیرستان و همزمان با اینکه برای تحصیل در دانشگاه آماده می شد در پارکینگ پدرش مشغول به کار شد. او در این دوران با مدیر معروف ترک، آتابرک اورال آشنا شد و بوراک به کمک آتابرک، در سال ٢۰۱٣ در مسابقات بهترین مدل ترکیه و همچنین مسابقات بهترین مدل جهان شرکت کرد و در هر دو مسابقه، عنوان بهترین مدل مرد جهان را از آن خود کرد.رقابتهای جهانی، بین ۴٢ کشور و ۵۶ شرکت کننده برگزار شده بود. پس از این مسابقات، توجه کارگردانان ترک به سمت بوراک جلب شد.

## فهرست فیلم
|  | تلویزیون  | تلویزیون | تلویزیون            | تلویزیون         | تلویزیون |
|  | سال       |          | عنوان               | نقش              |          |
|  | --------- | -------- | ------------------- | ---------------- | -------- |
|  | ۲۰۱۳      |          | کاراگول             | سردار قلیچ اوغلو |          |
|  | ۲۰۱۶      |          | زندگی با عشق زیباست | باریش            |          |
|  | ۲۰۱۷      |          | عشق دیوانه          | جرمی جکسون       |          |
|  | ۲۰۱۷      |          | تابستان سیاه        | اردم دمیر        |          |
|  | ۲۰۱۷–۲۰۱۸ |          | قول                 | سلیم             |          |
|  | ۲۰۱۹      |          | گذشته عزیز          | ماهیر دنیژان     |          |
|  | ۲۰۲۰–     |          | موسس: عثمان         | کنگار/گوکتوگ     |          |
|  | ۲۰۲۲_     |          | Senden Daha Güzel   | امیر دمیرهان     |          |